# Iglesia de San Pedro ad Víncula (La Miñosa)
La iglesia de San Pedro Ad Vincula es un templo católico ubicado en la localidad de La Miñosa (Guadalajara), España en la calle La Iglesia n.º 9.

## Planta
Su planta es rectangular, de estilo románico-rural del siglo XIII y una sola nave (2), rematada por ábside (3) de cabecera plana y espadaña con dos vanos de campana situada en el lado meridional del ábside. Presenta la orientación litúrgica habitual, 87ºE.

La espadaña (4) situada en el lado meridional del ábside es de forma triangular con vano para dos campanas.
El acceso al templo se efectúa por el pórtico Sur (1) de arco de medio punto de dos arquivoltas, la interior lisa apoyada en jambas también lisas. El conjunto está protegido por un tejaroz con cubierta a tres aguas sobre columnas sencillas.
En el interior del templo, a la izquierda del pórtico, se sitúa el baptisterio con una interesante pila bautismal (5) y coro elevado (6).
Realizada en sillarejo, en el siglo XVII se añadió la sacristía (4).
|  | 1. Pórtico sur; acceso al templo. 2. Nave. 3. Presbiterio y ábside. 4. Sacristía. 5. Baptisterio, coro elevado y espadaña. 6. Signos lapidarios. |

## Marcas de cantero
Se han identificado 4 signos de 3 tipos y una inscripción, situados en el pórtico del templo y en la parte inferior de la espadaña:

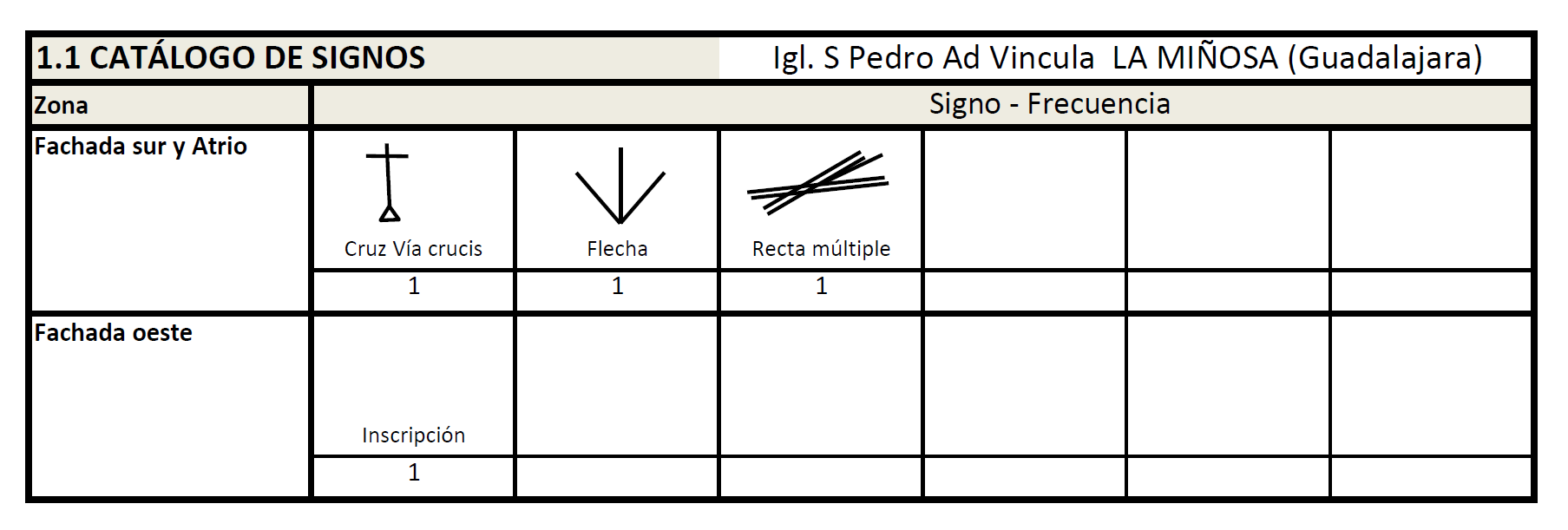
Catálogo de signos lapidarios del templo. Ver Planta.

| Ubicación     | Ubicación    | Tipo   | Tipo     | Tipo       | Tipo        | Tipo  |
| Zona          | Total signos | Normal | Especial | Ideogramas | Inscripción | Otros |
| ------------- | ------------ | ------ | -------- | ---------- | ----------- | ----- |
| Fachada sur   | 3            | 2      |          | 1          |             |       |
| Fachada oeste | 1            |        |          |            | 1           |       |

- Wikimedia Commons alberga una categoría multimedia sobre Marcas de cantero en la iglesia de San Pedro Ad Vincula.